# Xã Iron, Quận Iron, Missouri
Xã Iron (tiếng Anh: Iron Township) là một xã thuộc quận Iron, tiểu bang Missouri, Hoa Kỳ. Năm 2010, dân số của xã này là 1.131 người.